# Friwi Sternberg
Friedrich-Wilhelm „Friwi“ Sternberg (* 23. Mai 1931 in Lauenburg (Pommern); † 18. März 2018 in Bad Bederkesa) war ein deutscher Jazz- und Unterhaltungsmusiker (Klarinette, Altsaxophon). Karlheinz Drechsel zufolge war er lange Zeit „der führende Klarinettist der DDR“ im Jazzbereich.

## Leben und Wirken
Sternberg erhielt ab 1939 Klavierunterricht, spielte von 1944 bis 1948 in der Jugendkapelle Leisnig und besuchte von 1948 bis 1953 die Staatliche Akademie für Musik in Dresden. Seit 1949 war er Mitglied der Dresdner Tanzsinfoniker. Ab 1958 gehörte er auch zum Oktett von Theo Schumann und war Co-Leader des Pieper-Sternberg-Quartetts. Ab 1968 leitete er ein eigenes Quartett, später ein Quintett, in dem Andreas Böttcher Vibraphon spielte. Daneben arrangierte und komponierte er für die Tanzsinfoniker, verfasste aber auch Theatermusiken.
Bei seinem Klarinettenspiel ist die Beibehaltung der klassischen Intonation auffällig. Bereits seit den 1950er Jahren folgt er dem Musizierprinzip der Tristano-Schule, blieb aber dennoch offen für das Spiel in Dixieland-Ensembles. Er ist nicht nur auf den Tonträgern der Tanzsinfoniker, sondern auch auf Alben von Günter Hörig und Theo Schumann vertreten.
Er gab eine „Etüdensammlung für Klarinette“ heraus, verfasste eine sehr erfolgreiche, mehrfach neu aufgelegte Improvisationsanleitung „Wege zum Chorusspiel“ sowie „Variationen über deutsche Volkslieder“.